# Olivia Thirlby
Olivia Jo Thirlby (New York, 1986. október 6. –) amerikai színésznő.
Ismertebb filmjei közé tartozik a Juno (2007), A legsötétebb óra (2011) és a Dredd (2012). 
Feltűnt a Góliát, az L: A Q generáció és  Az utolsó férfi című televíziós sorozatokban is.

## Filmográfia

### Film
| Év   | Magyar cím                 | Eredeti cím                    | Szerep              | Magyar hang        |
| ---- | -------------------------- | ------------------------------ | ------------------- | ------------------ |
| 2006 | A United 93-as             | United 93                      | Nicole Carol Miller |                    |
| 2007 | Angyal a hóban             | Snow Angels                    | Lila Raybern        | Nagy Katica        |
| 2007 | Juno                       | Juno                           | Leah                | Dögei Éva          |
| 2007 |                            | Love Comes Lately              | Sylvia Brokeles     |                    |
| 2007 | Én a helyedben             | Si j'étais toi                 | Samantha Marris     |                    |
| 2008 | Bódulat                    | The Wackness                   | Stephanie Squires   | Bogdányi Titanilla |
| 2009 | Szeretlek, New York        | New York, I Love You           | színésznő           | Sánta Annamária    |
| 2009 | A mindenttudó              | The Answer Man                 | Anne                | Bogdányi Titanilla |
| 2009 | Fej vagy írás              | Uncertainty                    | Sophie Montero      |                    |
| 2009 | Szép kis szakítás          | Breaking Upwards               | Erika               |                    |
| 2009 |                            | What Goes Up                   | Tess Sullivan       |                    |
| 2009 | A visszavonuló             | Solitary Man                   | Maureen             |                    |
| 2011 | Csak szexre kellesz        | No Strings Attached            | Katie Kurtzman      | Kovács Patrícia    |
| 2011 |                            | Margaret                       | Monica Sloane       |                    |
| 2011 | A legsötétebb óra          | The Darkest Hour               | Natalie             | Pálmai Anna        |
| 2012 | Hangok és viszonyok        | Nobody Walks                   | Martine             | Bogdányi Titanilla |
| 2012 | Mocsokváros utcáin         | Being Flynn                    | Denise              |                    |
| 2012 | Dredd                      | Dredd                          | Anderson bíró       | Nemes Takách Kata  |
| 2014 | Hideg pólusok              | Red Knot                       | Chloe Harrison      |                    |
| 2014 | Kizárólag öttől hétig      | 5 to 7                         | Jane Hastings       | Bogdányi Titanilla |
| 2014 |                            | Just Before I Go               | Greta               |                    |
| 2015 | Bérhaverok                 | The Wedding Ringer             | Alison Palmer       | Törőcsik Franciska |
| 2015 | A stanfordi börtönkísérlet | The Stanford Prison Experiment | Christina Maslach   | Kis-Kovács Luca    |
| 2015 |                            | Welcome to Happiness           | Trudy               |                    |
| 2016 |                            | Between Us                     | Dianne              |                    |
| 2017 |                            | Chappaquiddick                 | Rachel Schiff       |                    |
| 2018 |                            | Damascus Cover                 | Kim Johnson         |                    |
| 2018 |                            | The White Orchid               | Claire              |                    |
| 2019 |                            | Above the Shadows              | Holly               |                    |
| 2023 | Oppenheimer                | Oppenheimer                    | Lilli Hornig        | Tóth Szilvia Lilla |
| 2023 | Pénzeső                    | Dumb Money                     | Yaara Plotkin       | Szávai Viktória    |

### Televízió
| Év        | Magyar cím       | Eredeti cím              | Szerep         | Megjegyzések                                |
| --------- | ---------------- | ------------------------ | -------------- | ------------------------------------------- |
| 2006–2007 | Váltságdíj       | Kidnapped                | Aubrey Cain    | visszatérő szereplő (5 epizód)              |
| 2009      | Író és kamuhős   | Bored to Death           | Suzanne        | - visszatérő szereplő - 1. évad (4 epizód)  |
| 2011      |                  | Good Vibes               | Jeena (hangja) | főszereplő                                  |
| 2016      | Góliát           | Goliath                  | Lucy Kittridge | főszereplő (1. évad)                        |
| 2019–2020 | L: A Q generáció | The L Word: Generation Q | Rebecca Dowery | - visszatérő szereplő - 1. évad (5 epizód)  |
| 2021      | Az utolsó férfi  | Y: The Last Man          | Hero Brown     | - főszereplő - magyar hangja: Laudon Andrea |

## Fordítás
- Ez a szócikk részben vagy egészben  az   Olivia Thirlby című angol Wikipédia-szócikk fordításán alapul.  Az eredeti cikk szerkesztőit annak laptörténete sorolja fel. Ez a jelzés csupán a megfogalmazás eredetét és a szerzői jogokat jelzi, nem szolgál a cikkben szereplő információk forrásmegjelöléseként.